# مسجد الصادق (بهاولبور)
مسجد الصادق (بالأردية: الصادق مسجد، بھاولپور) هو المسجد الرئيسي في بهاولبور، البنجاب، باكستان.
يتسع المسجد للصلاة في وقت واحد لما بين 50,000 و60,000 شخص.

## التاريخ
وفقًا للدليل الأثري الإقليمي الذي انتجته حكومة البنجاب، فإن خواجة نور محمد مهارفي، المرشد الروحي للحكام العباسيين، وضع الأساس منذ أكثر من 200 عام كنواة عبادة مهمة للعاصمة الأميرية الناشئة. تم استئناف البناء مرة أخرى في أواخر القرن التاسع عشر وأوائل القرن العشرين في عهد نواب بهاولبور المتعاقبين. في 1935، وعقب عودته من الحج، أمر السير صادق محمد خان عباسي الخامس، بإعادة بناء المسجد.